# Bordj El Haouasse
Bordj El Haouasse là một đô thị thuộc tỉnh Illizi, Algérie. Dân số thời điểm năm 2002 là 2.185 người.